# Helen Gourlay
Helen Gourlay Cawley (Launceston, 23 de dezembro de 1946) é uma ex-tenista australiana.

## Grand Slam finais

### Simples (2 vices)
| Ano  | Campeonato                            | Oponente                          | Placar   |
| 1971 | Roland Garros                         | Austrália Evonne Goolagong Cawley | 3–6, 5–7 |
| 1977 | Aberto da Austrália (Edição Dezembro) | Austrália Evonne Goolagong Cawley | 3–6, 0–6 |